# 徳山市警察
徳山市警察（とくやましけいさつ）は、かつて存在した山口県徳山市（現周南市）の自治体警察。

## 概要
従来の山口県警察部が解体され、1948年（昭和23年）3月7日に徳山市警察署が設置された。
1954年（昭和29年）に新警察法が公布された。これにより国家地方警察と自治体警察が廃止され、新たに都道府県警察として山口県警察本部が発足。徳山市警察も山口県警察に統合され、姿を消した。